# Presidente de India
El presidente de la India es el jefe de Estado y autoridad máxima de la República de India. Es también el comandante en jefe de las fuerzas armadas del país. Es elegido por un colegio electoral compuesto por miembros de las dos casas del Parlamento, la Lok Sabha o Cámara de los Diputados, y la Rajya Sabha o Senado.

## Historia

Estandarte presidencial (1950–1971)

La antigua India británica quedó dividió en dos Estados independientes el 15 de agosto de 1947: Pakistán y la India. En el actual estado hindú, la primera figura que ocupó el cargo de primer ministro fue: Jawaharlal Nehru.
La India fue constituida como Dominio dentro del Imperio, otorgándole total autonomía, pero teniendo al monarca Jorge VI como jefe de Estado y un gobernador general como representante del rey. El primer ministro Nehru y el viceministro Sardar Vallabhbhai Patel invitaron a Lord Mountbatten, último virrey de la India, para que continuara siendo el gobernador general. En 1948 fue reemplazado por el veterano político del Partido del Congreso: Chakravarti Rajgopalachari. La asamblea constituyente de la India se convirtió en su órgano legislativo.
La Asamblea Constituyente de la India, presidida por el Dr. Rajendra Prasad comenzó a redactar la Constitución, la cual quedó oficialmente terminada el 26 de enero de 1949. El 26 de enero de 1950 se declaró la República de la India, siendo elegido el Dr. Prasad como su primer presidente

## Mandato
El presidente de la India es elegido para un mandato de 5 años, pudiendo ser renovado una vez. Solo el presidente Rajendra Prasad ha ejercido dos mandatos consecutivos, de 1950 a 1962.
En caso de enfermedad, incapacidad o ausencia será el vicepresidente quien asuma el cargo de presidente en funciones. En caso de muerte, renuncia o destitución, si el periodo de elección del nuevo presidente es superior a seis meses, el vicepresidente ejercerá como presidente constitucional. De los 12 presidentes, solo dos han fallecido en el cargo: Zakir Husain en 1969 y Fakhruddin Alí Ahmed en 1977.
Las últimas elecciones presidenciales se realizaron el 18 de julio de 2022.

## Funciones
El presidente de la India tiene una serie de funciones recogidas en la Constitución de 1950:

### Poderes legislativos
El presidente puede convocar al parlamento para reunirse, dirige la primera sesión de cada año y debe dar su aprobación final a todas las disposiciones en los proyectos de ley que se aprueban. También es el encargado de disolver el parlamento y convocar nuevas elecciones a petición del primer ministro.

### Poderes ejecutivos
El presidente es el comandante supremo de las fuerzas armadas indias, nombra al primer ministro y a los miembros del Consejo de Ministros (a petición del primer ministro), a los gobernadores de los estados (a los que también puede destituir), magistrados de la Corte Suprema y a los representantes de la India en el exterior a petición del primer ministro.
No obstante la reforma constitucional de 1976 estableció formalmente la costumbre, el presidente debe actuar siempre con el asesoramiento del primer ministro y el Consejo de Ministros, quienes refrendan sus actos.

## Presidential
El antiguo Raj británico quedó dividió en dos estados independientes el 15 de agosto de 1947: Paquistán y la India. En el actual estado hindú, la primera figura que ocupó el cargo de primer ministro fue: Jawaharlal Nehru.
La India fue constituida como Dominio dentro del Imperio, otorgándole total autonomía, pero teniendo al monarca Jorge VI como jefe de Estado y un Gobernador General como representante del rey. El primer ministro Nehru y el viceministro Sardar Vallabhbhai Patel invitaron a Lord Mountbatten, último virrey de la India, para que continuara siendo el gobernador general. En 1948 fue reemplazado por el veterano político del Partido del Congreso: Chakravarti Rajgopalachari. La asamblea constituyente de la India se convirtió en su órgano legislativo.
La Asamblea Constituyente de la India, presidida por el Dr. Rajendra Prasad comenzó a redactar la Constitución, la cual quedó oficialmente terminada el 26 de enero de 1949. El 26 de enero de 1950 se declaró la República de la India, siendo elegido el Dr. Prasad como su primer presidente La India se convirtió en república en 1950 y Pakistán lo hizo en 1956, momento en el que desapareció el título.